# 法兰德斯海洋研究所
佛兰德海洋研究所（荷蘭語：Vlaams Instituut voor de Zee，縮寫）是位于比利时北部佛兰德的海洋科学研究中心。
该研究所还代表弗拉芒政府支持和接待国际组织：政府间海洋学委员会国际海洋学数据和信息交换项目办公室，位于奥斯坦德的欧洲海洋委员会秘书处和欧洲海洋观测和数据网络秘书处，以及设在布鲁塞尔的健康和生产性海洋联合方案编制倡议秘书处。
VLIZ还管理着一艘海洋研究船研究船西蒙·斯蒂文号。
该研究所制定并主持了《世界海洋物种目录》和相关的分类分册，并主持了《海洋和非海洋属临时登记册》和全球海平面观测系统的海平面监测设施。2011年11月，VLIZ被总部设在巴黎的国际科学理事会 (ICSU)正式认定为世界数据中心。